# ラジオ・ルワンダ
ラジオ・ルワンダ（フランス語：Radio Rwanda）は、ルワンダにおける公共放送局、ルワンダ放送協会（Rwandan Broadcasting Agency、RBA）のラジオ放送局。ルワンダ放送協会はルワンダ・テレビ（RTV）、マジックFM（Magic FM）など他の放送局を所有している。
アフリカ放送連合に加盟している。

## 沿革
1990年10月のルワンダ愛国戦線（FPR）が開始したルワンダ紛争以前、ラジオ・ルワンダは国内唯一のラジオ放送局だった。紛争開始後、FPRはプロパガンダのため独自の放送局ラジオ・ムハブラを設立。
1992年3月、ラジオ・ルワンダはツチ族が殺害される事件後、フツ族官僚の暗殺などの偽情報（フェイクニュース）を流し始めた。4月に臨時政府樹立後、ジュベナール・ハビャリマナ大統領により放送内容の変更を命じられた。その後、大統領の政党開発国民革命運動（MRND）の命令は停止。ラジオ・ムハブラの影響力が強まる中、フツ族は放送局「ミルコリンヌ自由ラジオ・テレビジョン」（Radio Télévision Libre des Mille Collines、略称：RTLM。フランス語のミル・コリン（千の丘）とは、ルワンダの別称である。）を開局。RTLMは反ツチ族のメッセージを頻繁に流し、その局員はその後ルワンダ虐殺扇動の人道的犯罪で起訴される。ラジオ・ルワンダとRTLMは別の放送局だったが、違う時間に同じ周波数を使用するため国民を混乱させた。
その後、ラジオ・ルワンダは1994年から2000年の間にドイツ政府の支援を受けて再開局した。
今日、ラジオ・ルワンダは国営公共放送のラジオ局として、他のローカル局6局とともに全国ネットワークを形成している。